# Ungvári Miklós
Ungvári Miklós (Cegléd, 1980. október 15. –) olimpiai ezüstérmes és háromszoros Európa-bajnok magyar cselgáncsozó.

## Sportpályafutása
A Kecskeméti JC versenyzőjeként érte el első sikereit. 1999-ben ötödik volt a junior Európa-bajnokságon. 2000-ben kiesett az Eb-n. A következő évben a kontinens legjobbja lett, úgy, hogy minden mérkőzését ipponnal nyerte meg. 2003-ban győzött a Hungária kupán. Az Eb-n hetedik lett. A vb-n helyezetlen volt. 2004 márciusában győzött a rotterdami A-kategóriás versenyen, ami olimpiai indulást ért a részére. Az Eb-én kilencedik volt. Az olimpián kiesett. Az év végén rendezett főiskolai vb-n első lett, csapatban ezüstérmet szerzett.
2005-ben világkupa-versenyt nyert Budapesten és Rómában. Az Európa-bajnokságon ezüst-, a világbajnokságon bronzérmes lett. A csapat-Európa-bajnokságon második volt. 2006-ban Moszkvában nyert vk-viadalt. Az Európa-bajnokságon nem indult. A német Abensberg színeiben BEK-győztes volt. 2007-ben ötödik helyezett volt az Eb-n. Rómában újra megnyerte a VK-viadalt. A riói vb-n harmadik lett. Ezzel olimpiai kvótát szerzett. 2008-ban második volt az Európa-bajnokságon. Az olimpián nem ért el helyezést. Az ötkarikás játékok után az MTK-Erzsébetvároshoz igazolt.
2009-ben Európa-bajnokságot nyert. Hollandiában csapatbajnok lett. A rotterdami vb-n harmadik volt. A csapat-Európa-bajnokságon első helyezett volt. 2010-ben második volt az Eb-n. A világbajnokságon hetedik lett. A következő évben Európa-bajnok lett. A vb-n helyezetlen volt. Az év végén a tatabányai Ippon SE-be igazolt. 2012-ben ötödik lett az Eb-n.
A 2012-es londoni olimpián az első két mérkőzését ipponnal nyerte, összesen 36 másodpercet töltött a tatamin. Ezt követően a szlovén Rok Drakšič legyőzésével bejutott a nyolc közé. Az érmes helyekért zajló küzdelemben Ungvári előbb a lengyel Pawel Zagrodnikot, majd a spanyol Sugoi Uriartét győzte le, amivel a döntőbe jutott. A fináléban jukóval kapott ki a grúz Lasha Shavdatuasvilitől.
2012 novemberében másodosztályú birkózó csapatbajnok lett a Ceglédi Vasutas SE színeiben. 2012 decemberében a Magyar Judo Szövetség elnökségi tagja lett. 2013-ban ismét Ceglédre igazolt. A 2013-as budapesti Európa-bajnokságon és a riói világbajnokságon is a 16 között esett ki. Indult a 2014-es Dakar-ralin. Az autók versenyében 47. lett. 2014-ben 73 kilogrammban Európa-bajnoki bronzérmet nyert. A világbajnokságon kiesett. A 2015. évi Európa-játékokon hetedik helyezést szerzett. A világbajnokságon hetedik volt. A 2016-os Európa-bajnokságon kiesett.
2017 májusában lemondott a Magyar Judo Szövetség elnökségi tagságáról.
2018 augusztusában a Budapesten rendezett Grand Prix-versenyen aranyérmet szerzett.
2019-ben részt vett a TV2 Exatlon Hungary című sport-realityjében, ahol a Bajnokok csapatát erősítette.
2019 szeptemberében a Nemzetközi Cselgáncs-szövetség Fair Play-díjjal jutalmazta.
2021 októberében a magyar férfi válogatott szövetségi kapitánya lett.
2022-ben újra visszatért, az Exatlon Hungary 4. (All Star) évadába is.

## Reality
- Celebcella (2022)

## Családja
Tízgyermekes családból származik, négy nővére és öt öccse van.
Egyik öccse, Ungvári Attila szintén cselgáncsozó.

## Díjai, elismerései
- Az év magyar cselgáncsozója (2002, 2008, 2009, 2010, 2012, 2016[20])
- A Magyar Érdemrend lovagkeresztje (2012)